# Kappa Ophiuchi
Kappa Ophiuchi (κ Oph, κ Ophiuchi) è una stella della costellazione di Ofiuco, di magnitudine apparente +3,20. È conosciuta anche con il nome tradizionale di Helkath e dista 91 anni luce dal sistema solare.

## Osservazione
Si tratta di una stella situata nell'emisfero boreale celeste, ma molto in prossimità dell'equatore celeste; ciò comporta che possa essere osservata da tutte le regioni abitate della Terra senza alcuna difficoltà e che sia invisibile soltanto molto oltre il circolo polare antartico. 
La sua magnitudine pari a +3,20 le consente di essere scorta con facilità anche dalle aree urbane di moderate dimensioni.

## Caratteristiche fisiche
Kappa Ophiuchi è una gigante arancione di classe spettrale K2III, avente una massa 1,2 volte quella del Sole, ed un raggio ed una luminosità che sono rispettivamente 11 e 60 volte quelli della nostra stella. Ha un'età stimata che varia da 5 a 7,2 miliardi anni a seconda degli studi presi in considerazione; Helkath, come altre stelle giganti simili, ha terminato l'idrogeno interno e sta ora convertendo elio in carbonio e ossigeno nel proprio nucleo.
La stella appare catalogata come stella variabile, anche se osservazioni effettuate col satellite Hipparcos sembrano escludere questa possibilità. L'alta velocità di Kappa Ohiuchi relativa al Sole di 68 km/s, quattro volte superiore alla media, suggerisce che la stella provenga da un'altra regione della Galassia.